# Srđan Bajčetić
Srđan Bajčetić (en serbe en écriture cyrillique : Cpђaн Бajчeтић) né le 7 novembre 1971 à Zrenjanin en Yougoslavie (aujourd'hui en Serbie), est un footballeur serbe, qui jouait au poste de milieu de terrain, avant de devenir entraîneur. Il est le père des footballeurs Jovan et Stefan Bajčetić.

## Biographie
Il a commencé à jouer au FK Vojvodina, d'où l'entraîneur Carlos Aimar l'a signé pour le Celta de Vigo, qui avait déjà tenté de le signer l'année précédente pour le CD Logroñés. La première année, il a été prêté sur le marché d'hiver à l'Étoile rouge de Belgrade. Déjà de retour à Vigo, il a eu sa chance, étant titulaire dans le onze de départ avec l'entraîneur Fernando Castro Santos, mais une grave blessure a interrompu sa progression. Une fois qu'il a récupéré et terminé son contrat avec le Celta, il a signé pour le SC Braga, où il n'a joué qu'un an.
En 1998, il a signé pour l'Étoile rouge de Belgrade, en Serbie, après trois saisons, il a reçu une offre du football chinois et a signé pour Dalian Shide puis pour Hunan Xiangjun, lors de son expérience en Chine, il a été proclamé champion de première division à deux reprises, également deux fois en la Coupe et a atteint les demi-finales de la Coupe des Champions d'Asie.
Il était le deuxième entraîneur de Rápido de Bouzas, dirigé par Xurxo Otero. Actuellement, il est l'entraîneur de Gran Peña, l'équipe C du Celta de Vigo. 